# Campeonato Argentino de Futebol de 2019–20 – Quinta Divisão (Primera D)
A Primera D do Campeonato Argentino de Futebol de 2019–20 foi a 71.ª edição do certame, equivalente à quinta divisão do futebol argentino para clubes diretamente afiliados à Associação do Futebol Argentino (AFA). A temporada começou em 7 de setembro de 2019 e foi provisoriamente suspensa após a disputa parcial da sexta rodada do torneio Clausura, devido a medidas do governo argentino para evitar a disseminação do COVID-19. Finalmente, em 28 de abril, a Associação do Futebol Argentino (AFA) cancelou definitivamente o torneio por causa da propagação da pandemia de coronavírus.

## Regulamento
A Primera D de 2019–20 foi disputada por catorze clubes em dois torneios no sistema de pontos corridos: Apertura e Clausura. O certame outogaria duas vagas para a quarta divisão (Primera C), uma para o campeão e outra para o vencedor do "mata-mata" denominado Torneo Reducido ("torneio reduzido").
Quanto ao campeão e ao acesso, poderia ocorrer duas situações: (1) Se um mesmo time vencesse ambos os torneios, seria declarado automaticamente campeão e os oito clubes subsequentes da classificação geral (Apertura + Clausura) disputariam o "mata-mata" pelo último acesso; (2) Se os vencedores dos dois torneios fossem clubes distintos, eles disputariam as finais em partidas de ida e volta, com direito à prorrogação e disputa por pênaltis, caso fosse necessário. O perdedor da final e os seis clubes subsequentes na classificação geral disputariam o Torneo Reducido cujo vencedor também seria promovido.
Ao final da temporada, o clube com a pior colocação na classificação acumulada (classificação geral) dos dois torneios, teria sua afiliação suspensa por um ano. Uma novidade da temporada foi que a partir desta temporada, não tivemos mais a desfiliação pelo sistema de promédios, como vinha acontecendo nas temporadas anteriores.
Contudo, em 28 de abril de 2020, a Associação do Futebol Argentino (AFA) decretou o fim da temporada de 2019–20 do futebol argentino, devido à pandemia causada pelo COVID-19. A medida incluía, ainda, a decisão de tornar sem efeito os acessos e os rebaixamentos estabelecidos originalmente.

### Critérios de desempate
Caso haja empate de pontos entre dois clubes, os critérios de desempates serão aplicados na seguinte ordem:
1. Jogo de desempate (aplicável somente para decidir o campeão do Apertura ou Clausura)
2. Saldo de gols
3. Gols marcados
4. Pontos no confronto direto
5. Saldo de gols no confronto direto
6. Gols marcados no confronto direto

## Participantes

### Informações dos clubes
| Equipe                   | Cidade            | Província       | Estádio (mando)          | Títulos (último)      |
| ------------------------ | ----------------- | --------------- | ------------------------ | --------------------- |
| Argentino                | Rosario           | Santa Fe        | José Martín Olaeta       | 0 (nenhum)            |
| Atlas                    | General Rodríguez | Buenos Aires    | Ricardo Puga             | 0 (nenhum)            |
| Central Ballester        | José León Suárez  | Buenos Aires    | Não possui               | 1 (em 1995–96)        |
| Centro Español           | Villa Sarmiento   | Buenos Aires    | Não possui               | 0 (nenhum)            |
| Claypole                 | Claypole          | Buenos Aires    | Rodolfo Vicente Capocasa | 1 (em 1996–97)        |
| Defensores de Cambaceres | Ensenada          | Buenos Aires    | 12 de Octubre            | 2 (em 1959 e 1976)    |
| Deportivo Paraguayo      | Buenos Aires      | Capital Federal | Não possui               | 1 (em 1991–92)        |
| Juventud Unida           | San Miguel        | Buenos Aires    | Ciudad de San Miguel     | 1 (em 1997–98)        |
| Liniers                  | San Justo         | Buenos Aires    | Juan Antonio Arias       | 2 (em 1950 e 1989–90) |
| Lugano                   | Tapiales          | Capital Federal | José María Moraños       | 1 (em 1987–88)        |
| Muñiz                    | Muñiz             | Buenos Aires    | Não possui               | 1 (em 1986–87)        |
| Puerto Nuevo             | Campana           | Buenos Aires    | Rubén Carlos Vallejos    | 1 (em 1993–94)        |
| Sportivo Barracas        | Buenos Aires      | Capital Federal | Não possui               | 1 (em 2003–04 e 2015) |
| Yupanqui                 | Buenos Aires      | Capital Federal | Não possui               | 0 (nenhum)            |

1. ↑  Manda seus jogos no estádio Ciudad de San Miguel.
2. 1 2  Manda seus jogos no estádio José María Moraños.
3. ↑  Manda seus jogos no estádio Juan Antonio Arias.
4. ↑  Manda seus jogos em diferentes estádios.
5. ↑  Manda seus jogos no estádio República de Italia.

## Torneo Apertura
O Torneo Apertura, primeiro dos dois torneios da temporada de 2019–20 da Primera D, começou em 6 de setembro e terminou em 9 de dezembro de 2019, num total de 13 rodadas. Após vencer o Cambaceres e ante o tropeço do Claypole em jogos válidos pela 11ª rodada, o Liniers sagrou-se campeão do Torneo Apertura da Primera D a duas rodadas do final do torneio. Com a conquista, o clube assegurou uma vaga na final pelo acesso à Primera C, onde enfrentará o vencedor do torneio Clausura.

### Classificação doApertura
| Pos. | Equipes                  | P  | J  | V | E | D | GP | GC | SG | Classificação                               |
| ---- | ------------------------ | -- | -- | - | - | - | -- | -- | -- | ------------------------------------------- |
| 1    | Liniers (C)              | 28 | 13 | 9 | 1 | 3 | 20 | 12 | 12 | Campeão do Apertura; Avançaria à fase final |
| 2    | Sportivo Barracas        | 27 | 13 | 8 | 3 | 2 | 20 | 9  | 11 |                                             |
| 3    | Claypole                 | 27 | 13 | 8 | 3 | 2 | 18 | 8  | 10 |                                             |
| 4    | Atlas                    | 20 | 13 | 6 | 2 | 5 | 14 | 13 | 1  |                                             |
| 5    | Juventud Unida           | 20 | 13 | 6 | 2 | 5 | 16 | 16 | 0  |                                             |
| 6    | Centro Español           | 18 | 13 | 5 | 3 | 5 | 15 | 16 | −1 |                                             |
| 7    | Yupanqui                 | 17 | 13 | 4 | 5 | 4 | 12 | 10 | 2  |                                             |
| 8    | Defensores de Cambaceres | 16 | 13 | 4 | 4 | 5 | 19 | 18 | 1  |                                             |
| 9    | Lugano                   | 16 | 13 | 3 | 7 | 3 | 8  | 10 | −2 |                                             |
| 10   | Deportivo Paraguayo      | 15 | 13 | 4 | 3 | 6 | 15 | 17 | −2 |                                             |
| 11   | Puerto Nuevo             | 13 | 13 | 3 | 4 | 6 | 10 | 17 | −7 |                                             |
| 12   | Central Ballester        | 12 | 13 | 3 | 3 | 7 | 11 | 17 | −6 |                                             |
| 13   | Argentino Rosario        | 11 | 13 | 3 | 2 | 8 | 7  | 14 | −7 |                                             |
| 14   | Muñiz                    | 10 | 13 | 2 | 4 | 7 | 9  | 17 | −8 |                                             |

Fonte: AFA, Soccerway

### Classificação para a Copa da Argentina
Os três primeiros colocados ao final do Torneo Apertura se classificaram para a edição de 2019–20 da Copa da Argentina:
| Pos. | Equipes           | P  | J  | V | E | D | GP | GC | SG | Classificação                              |
| ---- | ----------------- | -- | -- | - | - | - | -- | -- | -- | ------------------------------------------ |
| 1    | Liniers           | 28 | 13 | 9 | 1 | 3 | 20 | 12 | 12 | Fase final da Copa da Argentina de 2019–20 |
| 2    | Sportivo Barracas | 27 | 13 | 8 | 3 | 2 | 20 | 9  | 11 | Fase final da Copa da Argentina de 2019–20 |
| 3    | Claypole          | 27 | 13 | 8 | 3 | 2 | 18 | 8  | 10 | Fase final da Copa da Argentina de 2019–20 |

Fonte: AFA, Soccerway

### Resultados doApertura
| Rodada 1                 | Rodada 1 | Rodada 1             | Rodada 1                 | Rodada 1      | Rodada 1 |
| Mandante                 | Placar   | Visitante            | Estádio                  | Data          | Hora     |
| ------------------------ | -------- | -------------------- | ------------------------ | ------------- | -------- |
| Muñiz                    | 1 – 3    | Liniers              | Ciudad de San Miguel     | 6 de setembro | 15:30    |
| Deportivo Paraguayo      | 2 – 0    | Puerto Nuevo         | Juan Antonio Arias       | 7 de setembro | 15:30    |
| Defensores de Cambaceres | 1 – 0    | Argentino de Rosario | 12 de Octubre            | 8 de setembro | 15:30    |
| Centro Español           | 0 – 1    | Atlas                | Carlos Alberto Sacaan    | 8 de setembro | 15:30    |
| Sportivo Barracas        | 2 – 1    | Central Ballester    | Nuevo Francisco Urbano   | 9 de setembro | 15:30    |
| Claypole                 | 0 – 0    | Lugano               | Rodolfo Vicente Capocasa | 9 de setembro | 15:30    |
| Juventud Unida           | 1 – 0    | Yupanqui             | Ciudad de San Miguel     | 9 de setembro | 15:30    |

| Rodada 2             | Rodada 2 | Rodada 2                 | Rodada 2              | Rodada 2       | Rodada 2 |
| Mandante             | Placar   | Visitante                | Estádio               | Data           | Hora     |
| -------------------- | -------- | ------------------------ | --------------------- | -------------- | -------- |
| Atlas                | 2 – 0    | Defensores de Cambaceres | Ricardo Puga          | 13 de setembro | 15:30    |
| Central Ballester    | 0 – 1    | Liniers                  | Ciudad de San Miguel  | 14 de setembro | 15:30    |
| Argentino de Rosario | 0 – 1    | Claypole                 | José Martín Olaeta    | 14 de setembro | 15:30    |
| Deportivo Paraguayo  | 1 – 1    | Muñiz                    | Juan Antonio Arias    | 15 de setembro | 11:00    |
| Puerto Nuevo         | 3 – 1    | Juventud Unida           | Rubén Carlos Vallejos | 15 de setembro | 12:00    |
| Yupanqui             | 1 – 1    | Centro Español           | Juan Carlos Brieva    | 17 de setembro | 15:30    |
| Lugano               | 1 – 2    | Sportivo Barracas        | José María Moraños    | 17 de setembro | 15:30    |

| Rodada 3                 | Rodada 3 | Rodada 3             | Rodada 3                 | Rodada 3       | Rodada 3 |
| Mandante                 | Placar   | Visitante            | Estádio                  | Data           | Hora     |
| ------------------------ | -------- | -------------------- | ------------------------ | -------------- | -------- |
| Liniers                  | 4 – 1    | Lugano               | Juan Antonio Arias       | 21 de setembro | 11:00    |
| Juventud Unida           | 1 – 0    | Deportivo Paraguayo  | Ciudad de San Miguel     | 21 de setembro | 11:00    |
| Muñiz                    | 0 – 1    | Central Ballester    | Ciudad de San Miguel     | 22 de setembro | 11:00    |
| Defensores de Cambaceres | 2 – 2    | Yupanqui             | 12 de Octubre            | 22 de setembro | 11:00    |
| Centro Español           | 1 – 0    | Puerto Nuevo         | Carlos Alberto Sacaan    | 22 de setembro | 11:00    |
| Claypole                 | 0 – 1    | Atlas                | Rodolfo Vicente Capocasa | 23 de setembro | 15:30    |
| Sportivo Barracas        | 1 – 0    | Argentino de Rosario | Nuevo Francisco Urbano   | 24 de setembro | 15:30    |

| Rodada 4             | Rodada 4 | Rodada 4                 | Rodada 4              | Rodada 4       | Rodada 4 |
| Mandante             | Placar   | Visitante                | Estádio               | Data           | Hora     |
| -------------------- | -------- | ------------------------ | --------------------- | -------------- | -------- |
| Deportivo Paraguayo  | 0 – 3    | Centro Español           | Juan Antonio Arias    | 27 de setembro | 15:30    |
| Juventud Unida       | 1 – 0    | Muñiz                    | Ciudad de San Miguel  | 28 de setembro | 11:00    |
| Argentino de Rosario | 2 – 1    | Liniers                  | José Martín Olaeta    | 28 de setembro | 15:30    |
| Atlas                | 0 – 0    | Sportivo Barracas        | Ricardo Puga          | 29 de setembro | 11:00    |
| Lugano               | 0 – 0    | Central Ballester        | José María Moraños    | 29 de setembro | 11:00    |
| Puerto Nuevo         | 1 – 5    | Defensores de Cambaceres | Rubén Carlos Vallejos | 29 de setembro | 12:00    |
| Yupanqui             | 0 – 1    | Claypole                 | Juan Carlos Brieva    | 30 de setembro | 15:30    |

| Rodada 5                 | Rodada 5 | Rodada 5             | Rodada 5                 | Rodada 5     | Rodada 5 |
| Mandante                 | Placar   | Visitante            | Estádio                  | Data         | Hora     |
| ------------------------ | -------- | -------------------- | ------------------------ | ------------ | -------- |
| Liniers                  | 3 – 2    | Atlas                | Juan Antonio Arias       | 6 de outubro | 15:30    |
| Central Ballester        | 1 – 0    | Argentino de Rosario | Ciudad de San Miguel     | 7 de outubro | 15:30    |
| Defensores de Cambaceres | 2 – 1    | Deportivo Paraguayo  | 12 de Octubre            | 7 de outubro | 15:30    |
| Claypole                 | 0 – 0    | Puerto Nuevo         | Rodolfo Vicente Capocasa | 8 de outubro | 15:30    |
| Centro Español           | 1 – 3    | Juventud Unida       | Carlos Alberto Sacaan    | 8 de outubro | 15:30    |
| Muñiz                    | 0 – 1    | Lugano               | Ciudad de San Miguel     | 8 de outubro | 15:30    |
| Sportivo Barracas        | 0 – 0    | Yupanqui             | Nuevo Francisco Urbano   | 9 de outubro | 15:30    |

| Rodada 6             | Rodada 6 | Rodada 6                 | Rodada 6              | Rodada 6      | Rodada 6 |
| Mandante             | Placar   | Visitante                | Estádio               | Data          | Hora     |
| -------------------- | -------- | ------------------------ | --------------------- | ------------- | -------- |
| Deportivo Paraguayo  | 1 – 2    | Claypole                 | Juan Antonio Arias    | 12 de outubro | 11:00    |
| Atlas                | 2 – 1    | Central Ballester        | Ricardo Puga          | 12 de outubro | 12:00    |
| Puerto Nuevo         | 2 – 0    | Sportivo Barracas        | Rubén Carlos Vallejos | 12 de outubro | 15:30    |
| Argentino de Rosario | 0 – 0    | Lugano                   | José Martín Olaeta    | 12 de outubro | 15:30    |
| Juventud Unida       | 1 – 1    | Defensores de Cambaceres | Ciudad de San Miguel  | 13 de outubro | 15:30    |
| Yupanqui             | 0 – 1    | Liniers                  | Juan Carlos Brieva    | 14 de outubro | 15:30    |
| Centro Español       | 0 – 0    | Muñiz                    | Carlos Alberto Sacaan | 14 de outubro | 15:30    |

| Rodada 7                 | Rodada 7 | Rodada 7             | Rodada 7                 | Rodada 7      | Rodada 7 |
| Mandante                 | Placar   | Visitante            | Estádio                  | Data          | Hora     |
| ------------------------ | -------- | -------------------- | ------------------------ | ------------- | -------- |
| Liniers                  | 0 – 0    | Puerto Nuevo         | Juan Antonio Arias       | 19 de outubro | 11:00    |
| Defensores de Cambaceres | 2 – 3    | Centro Español       | 12 de Octubre            | 19 de outubro | 12:00    |
| Muñiz                    | 0 – 0    | Argentino de Rosario | Ciudad de San Miguel     | 19 de outubro | 15:30    |
| Central Ballester        | 1 – 1    | Yupanqui             | Ciudad de San Miguel     | 20 de outubro | 12:00    |
| Lugano                   | 1 – 0    | Atlas                | José María Moraños       | 21 de outubro | 15:30    |
| Sportivo Barracas        | 4 – 1    | Deportivo Paraguayo  | Nuevo Francisco Urbano   | 21 de outubro | 15:30    |
| Claypole                 | 3 – 0    | Juventud Unida       | Rodolfo Vicente Capocasa | 21 de outubro | 15:30    |

| Rodada 8                 | Rodada 8 | Rodada 8             | Rodada 8              | Rodada 8              | Rodada 8 |
| Mandante                 | Placar   | Visitante            | Estádio               | Data                  | Hora     |
| ------------------------ | -------- | -------------------- | --------------------- | --------------------- | -------- |
| Deportivo Paraguayo      | 0 – 1    | Liniers              | Juan Antonio Arias    | 1 de novembro de 2019 | 15:30    |
| Juventud Unida           | 1 – 1    | Sportivo Barracas    | Ciudad de San Miguel  | 2 de novembro de 2019 | 15:30    |
| Puerto Nuevo             | 1 – 1    | Central Ballester    | Rubén Carlos Vallejos | 2 de novembro de 2019 | 15:30    |
| Defensores de Cambaceres | 2 – 3    | Muñiz                | 12 de Octubre         | 3 de novembro de 2019 | 11:00    |
| Centro Español           | 2 – 5    | Claypole             | José María Moraños    | 3 de novembro de 2019 | 11:00    |
| Atlas                    | 2 – 0    | Argentino de Rosario | Ricardo Puga          | 4 de novembro de 2019 | 15:30    |
| Yupanqui                 | 2 – 0    | Lugano               | José María Moraños    | 5 de novembro de 2019 | 15:30    |

| Rodada 9             | Rodada 9 | Rodada 9                 | Rodada 9                 | Rodada 9               | Rodada 9 |
| Mandante             | Placar   | Visitante                | Estádio                  | Data                   | Hora     |
| -------------------- | -------- | ------------------------ | ------------------------ | ---------------------- | -------- |
| Claypole             | 1 – 1    | Defensores de Cambaceres | Rodolfo Vicente Capocasa | 8 de novembro de 2019  | 15:30    |
| Lugano               | 0 – 0    | Puerto Nuevo             | José María Moraños       | 9 de novembro de 2019  | 12:00    |
| Argentino de Rosario | 0 – 1    | Yupanqui                 | José Martín Olaeta       | 9 de novembro de 2019  | 15:30    |
| Sportivo Barracas    | 0 – 1    | Centro Español           | República de Italia      | 9 de novembro de 2019  | 15:30    |
| Central Ballester    | 0 – 2    | Deportivo Paraguayo      | Ciudad de San Miguel     | 10 de novembro de 2019 | 11:00    |
| Muñiz                | 1 – 1    | Atlas                    | Luis Vallejos            | 11 de novembro de 2019 | 15:30    |
| Liniers              | 3 – 1    | Juventud Unida           | Juan Antonio Arias       | 11 de novembro de 2019 | 15:30    |

| Rodada 10                | Rodada 10 | Rodada 10            | Rodada 10                | Rodada 10              | Rodada 10 |
| Mandante                 | Placar    | Visitante            | Estádio                  | Data                   | Hora      |
| ------------------------ | --------- | -------------------- | ------------------------ | ---------------------- | --------- |
| Deportivo Paraguayo      | 2 – 2     | Lugano               | Juan Antonio Arias       | 15 de novembro de 2019 | 17:00     |
| Juventud Unida           | 2 – 3     | Central Ballester    | Ciudad de San Miguel     | 16 de novembro de 2019 | 17:00     |
| Puerto Nuevo             | 0 – 2     | Argentino de Rosario | Rubén Carlos Vallejos    | 16 de novembro de 2019 | 17:00     |
| Defensores de Cambaceres | 0 – 1     | Sportivo Barracas    | 12 de Octubre            | 17 de novembro de 2019 | 17:00     |
| Yupanqui                 | 1 – 2     | Atlas                | José María Moraños       | 17 de novembro de 2019 | 17:00     |
| Claypole                 | 1 – 0     | Muñiz                | Rodolfo Vicente Capocasa | 18 de novembro de 2019 | 17:00     |
| Centro Español           | 0 – 1     | Liniers              | José María Moraños       | 18 de novembro de 2019 | 17:00     |

| Rodada 11            | Rodada 11 | Rodada 11                | Rodada 11            | Rodada 11              | Rodada 11 |
| Mandante             | Placar    | Visitante                | Estádio              | Data                   | Hora      |
| -------------------- | --------- | ------------------------ | -------------------- | ---------------------- | --------- |
| Muñiz                | 0 – 2     | Yupanqui                 | Luis Vallejos        | 23 de novembro de 2019 | 17:00     |
| Atlas                | 1 – 2     | Puerto Nuevo             | Ricardo Puga         | 23 de novembro de 2019 | 17:00     |
| Argentino de Rosario | 1 – 2     | Deportivo Paraguayo      | José Martín Olaeta   | 23 de novembro de 2019 | 17:00     |
| Lugano               | 1 – 0     | Juventud Unida           | José María Moraños   | 23 de novembro de 2019 | 17:00     |
| Liniers              | 2 – 1     | Defensores de Cambaceres | Juan Antonio Arias   | 24 de novembro de 2019 | 17:00     |
| Central Ballester    | 1 – 2     | Centro Español           | Ciudad de San Miguel | 25 de novembro de 2019 | 17:00     |
| Sportivo Barracas    | 3 – 1     | Claypole                 | República de Italia  | 25 de novembro de 2019 | 17:00     |

| Rodada 12                | Rodada 12 | Rodada 12            | Rodada 12                | Rodada 12              | Rodada 12 |
| Mandante                 | Placar    | Visitante            | Estádio                  | Data                   | Hora      |
| ------------------------ | --------- | -------------------- | ------------------------ | ---------------------- | --------- |
| Puerto Nuevo             | 1 – 2     | Yupanqui             | Rubén Carlos Vallejos    | 30 de novembro de 2019 | 17:00     |
| Claypole                 | 1 – 0     | Liniers              | Rodolfo Vicente Capocasa | 1 de dezembro de 2019  | 17:00     |
| Defensores de Cambaceres | 2 – 1     | Central Ballester    | 12 de Octubre            | 1 de dezembro de 2019  | 17:00     |
| Juventud Unida           | 3 – 0     | Argentino de Rosario | Ciudad de San Miguel     | 1 de dezembro de 2019  | 17:00     |
| Sportivo Barracas        | 4 – 1     | Muñiz                | República de Italia      | 2 de dezembro de 2019  | 17:00     |
| Deportivo Paraguayo      | 3 – 0     | Atlas                | Juan Antonio Arias       | 2 de dezembro de 2019  | 17:00     |
| Centro Español           | 0 – 0     | Lugano               | José María Moraños       | 3 de dezembro de 2019  | 17:00     |

| Rodada 13            | Rodada 13 | Rodada 13                | Rodada 13            | Rodada 13             | Rodada 13 |
| Mandante             | Placar    | Visitante                | Estádio              | Data                  | Hora      |
| -------------------- | --------- | ------------------------ | -------------------- | --------------------- | --------- |
| Yupanqui             | 0 – 0     | Deportivo Paraguayo      | José María Moraños   | 6 de dezembro de 2019 | 17:00     |
| Muñiz                | 2 – 0     | Puerto Nuevo             | Luis Vallejos        | 7 de dezembro de 2019 | 17:00     |
| Argentino de Rosario | 2 – 1     | Centro Español           | José Martín Olaeta   | 7 de dezembro de 2019 | 17:00     |
| Lugano               | 0 – 0     | Defensores de Cambaceres | José María Moraños   | 7 de dezembro de 2019 | 17:00     |
| Liniers              | 0 – 2     | Sportivo Barracas        | Juan Antonio Arias   | 8 de dezembro de 2019 | 17:00     |
| Atlas                | 0 – 1     | Juventud Unida           | Ricardo Puga         | 9 de dezembro de 2019 | 17:00     |
| Central Ballester    | 0 – 2     | Claypole                 | Ciudad de San Miguel | 9 de dezembro de 2019 | 17:00     |

1. ↑  Partida adiada devido às péssimas condições climáticas. Estava originalmente marcada para às 15:30 do dia 9 de setembro de 2019.
2. ↑  Partida adiada devido às péssimas condições climáticas. Estava originalmente marcada para às 11:00 do dia 12 de outubro de 2019.
3. ↑  Partida adiada devido ao péssimo estado do campo de jogo. Estava originalmente marcada para às 15:30 do dia 13 de outubro de 2019.

## Torneo Clausura
O Torneo Clausura, segundo dos dois torneios da temporada de 2019–20 da Primera D, começou em 8 de fevereiro e seria concluído em meados de maio de 2020, num total de 13 rodadas, mas acabou sendo cancelado. O vencedor do torneio enfrentaria o Liniers (campeão do Torneo Apertura) na final pelo acesso à Primera C.

### Classificação doClausura
| Pos. | Equipes                  | P  | J | V | E | D | GP | GC | SG | Classificação          |
| ---- | ------------------------ | -- | - | - | - | - | -- | -- | -- | ---------------------- |
| 1    | Atlas                    | 16 | 6 | 5 | 1 | 0 | 12 | 1  | 11 | Avançaria à fase final |
| 2    | Liniers                  | 14 | 6 | 5 | 0 | 1 | 11 | 6  | 5  |                        |
| 3    | Defensores de Cambaceres | 13 | 6 | 4 | 1 | 1 | 15 | 8  | 7  |                        |
| 4    | Deportivo Paraguayo      | 13 | 5 | 4 | 1 | 0 | 8  | 2  | 6  |                        |
| 5    | Lugano                   | 9  | 6 | 2 | 3 | 1 | 5  | 4  | 1  |                        |
| 6    | Puerto Nuevo             | 7  | 5 | 2 | 1 | 2 | 4  | 5  | –1 |                        |
| 7    | Central Ballester        | 5  | 6 | 1 | 3 | 2 | 6  | 7  | –1 |                        |
| 8    | Yupanqui                 | 5  | 6 | 1 | 2 | 3 | 7  | 9  | –2 |                        |
| 9    | Claypole                 | 4  | 4 | 1 | 1 | 2 | 2  | 3  | –1 |                        |
| 10   | Sportivo Barracas        | 4  | 6 | 0 | 4 | 2 | 4  | 9  | –5 |                        |
| 11   | Juventud Unida           | 4  | 6 | 1 | 1 | 4 | 5  | 12 | –7 |                        |
| 12   | Centro Español           | 3  | 5 | 0 | 3 | 2 | 3  | 6  | –3 |                        |
| 13   | Argentino de Rosario     | 3  | 6 | 0 | 3 | 3 | 4  | 9  | –5 |                        |
| 14   | Muñiz                    | 3  | 5 | 1 | 0 | 4 | 3  | 8  | –5 |                        |

1. ↑  Perdeu um ponto por causa dos incidentes no jogo contra o Central Ballester pela 2ª rodada.
2. ↑  Perdeu um ponto por causa dos incidentes no jogo contra o Liniers pela 2ª rodada.

Fonte: AFA, Soccerway, Promiedos, Solo Ascenso, Mundo Ascenso

### Resultados doClausura
Todos os jogos seguem o fuso horário da Argentina (UTC−3).
| Rodada 1             | Rodada 1 | Rodada 1                 | Rodada 1              | Rodada 1        | Rodada 1 |
| Mandante             | Placar   | Visitante                | Estádio               | Data            | Hora     |
| -------------------- | -------- | ------------------------ | --------------------- | --------------- | -------- |
| Lugano               | 1 – 0    | Claypole                 | José María Moraños    | 7 de fevereiro  | 17:00    |
| Atlas                | 1 – 0    | Centro Español           | Ricardo Puga          | 8 de fevereiro  | 17:00    |
| Puerto Nuevo         | 0 – 1    | Deportivo Paraguayo      | Rubén Carlos Vallejos | 8 de fevereiro  | 17:00    |
| Liniers              | 3 – 1    | Muñiz                    | Juan Antonio Arias    | 9 de fevereiro  | 17:00    |
| Argentino de Rosario | 0 – 2    | Defensores de Cambaceres | José Martín Olaeta    | 9 de fevereiro  | 17:00    |
| Central Ballester    | 1 – 1    | Sportivo Barracas        | Rubén Carlos Vallejos | 10 de fevereiro | 17:00    |
| Yupanqui             | 1 – 2    | Juventud Unida           | Merlo                 | 12 de fevereiro | 17:00    |

| Rodada 2                 | Rodada 2 | Rodada 2             | Rodada 2                 | Rodada 2        | Rodada 2 |
| Mandante                 | Placar   | Visitante            | Estádio                  | Data            | Hora     |
| ------------------------ | -------- | -------------------- | ------------------------ | --------------- | -------- |
| Defensores de Cambaceres | 1 – 4    | Atlas                | 12 de Octubre            | 15 de fevereiro | 17:00    |
| Liniers                  | 1 – 0    | Central Ballester    | Juan Antonio Arias       | 16 de fevereiro | 17:00    |
| Centro Español           | 1 – 1    | Yupanqui             | Carlos Alberto Sacaan    | 16 de fevereiro | 17:00    |
| Muñiz                    | 0 – 2    | Deportivo Paraguayo  | José María Moraños       | 17 de fevereiro | 17:00    |
| Claypole                 | 2 – 1    | Argentino de Rosario | Rodolfo Vicente Capocasa | 17 de fevereiro | 17:00    |
| Sportivo Barracas        | 1 – 1    | Lugano               | Nuevo Francisco Urbano   | 17 de fevereiro | 17:00    |
| Juventud Unida           | 1 – 2    | Puerto Nuevo         | Ramón Roque Martín       | 17 de fevereiro | 17:00    |

| Rodada 3             | Rodada 3 | Rodada 3                 | Rodada 3              | Rodada 3        | Rodada 3 |
| Mandante             | Placar   | Visitante                | Estádio               | Data            | Hora     |
| -------------------- | -------- | ------------------------ | --------------------- | --------------- | -------- |
| Argentino de Rosario | 0 – 0    | Sportivo Barracas        | José Martín Olaeta    | 21 de fevereiro | 17:00    |
| Puerto Nuevo         | 1 – 1    | Centro Español           | Rubén Carlos Vallejos | 23 de fevereiro | 17:00    |
| Lugano               | 0 – 1    | Liniers                  | José María Moraños    | 23 de fevereiro | 17:00    |
| Atlas                | 0 – 0    | Claypole                 | Ricardo Puga          | 24 de fevereiro | 17:00    |
| Deportivo Paraguayo  | 1 – 0    | Juventud Unida           | Juan Antonio Arias    | 24 de fevereiro | 17:00    |
| Central Ballester    | 2 – 1    | Muñiz                    | Rubén Carlos Vallejos | 24 de fevereiro | 17:00    |
| Yupanqui             | 1 – 2    | Defensores de Cambaceres | Merlo                 | 25 de fevereiro | 17:00    |

| Rodada 4                 | Rodada 4 | Rodada 4             | Rodada 4                 | Rodada 4        | Rodada 4 |
| Mandante                 | Placar   | Visitante            | Estádio                  | Data            | Hora     |
| ------------------------ | -------- | -------------------- | ------------------------ | --------------- | -------- |
| Muñiz                    | 1 – 0    | Juventud Unida       | José María Moraños       | 29 de fevereiro | 17:00    |
| Centro Español           | 0 – 2    | Deportivo Paraguayo  | Carlos Alberto Sacaan    | 1 de março      | 17:00    |
| Central Ballester        | 2 – 2    | Lugano               | Rubén Carlos Vallejos    | 1 de março      | 17:00    |
| Defensores de Cambaceres | 2 – 0    | Puerto Nuevo         | 12 de Octubre            | 2 de março      | 17:00    |
| Liniers                  | 4 – 2    | Argentino de Rosario | Juan Antonio Arias       | 2 de março      | 17:00    |
| Sportivo Barracas        | 0 – 4    | Atlas                | Nuevo Francisco Urbano   | 2 de março      | 17:00    |
| Claypole                 | 0 – 1    | Yupanqui             | Rodolfo Vicente Capocasa | 2 de março      | 17:00    |

| Rodada 5             | Rodada 5 | Rodada 5                 | Rodada 5              | Rodada 5    | Rodada 5 |
| Mandante             | Placar   | Visitante                | Estádio               | Data        | Hora     |
| -------------------- | -------- | ------------------------ | --------------------- | ----------- | -------- |
| Atlas                | 2 – 0    | Liniers                  | Ricardo Puga          | 8 de março  | 17:00    |
| Juventud Unida       | 1 – 1    | Centro Español           | Ramón Roque Martín    | 9 de março  | 17:00    |
| Deportivo Paraguayo  | 2 – 2    | Defensores de Cambaceres | Juan Antonio Arias    | 9 de março  | 17:00    |
| Yupanqui             | 2 – 2    | Sportivo Barracas        | Merlo                 | 10 de março | 17:00    |
| Lugano               | 1 – 0    | Muñiz                    | José María Moraños    | 10 de março | 17:00    |
| Argentino de Rosario | 1 – 1    | Central Ballester        | José Martín Olaeta    | 11 de março | 17:00    |
| Puerto Nuevo         | –        | Claypole                 | Rubén Carlos Vallejos | 11 de março | 17:00    |

| Rodada 6                 | Rodada 6 | Rodada 6             | Rodada 6                 | Rodada 6    | Rodada 6 |
| Mandante                 | Placar   | Visitante            | Estádio                  | Data        | Hora     |
| ------------------------ | -------- | -------------------- | ------------------------ | ----------- | -------- |
| Defensores de Cambaceres | 6 – 1    | Juventud Unida       | 12 de Octubre            | 14 de março | 11:00    |
| Lugano                   | 0 – 0    | Argentino de Rosario | José María Moraños       | 15 de março | 16:00    |
| Sportivo Barracas        | 0 – 1    | Puerto Nuevo         | Nuevo Francisco Urbano   | 15 de março | 16:00    |
| Central Ballester        | 0 – 1    | Atlas                | José María Moraños       | 16 de março | 16:00    |
| Liniers                  | 2 – 1    | Yupanqui             | Carlos Alberto Sacaan    | 16 de março | 16:00    |
| Muñiz                    | –        | Centro Español       | José María Moraños       | 17 de março | 16:00    |
| Claypole                 | –        | Deportivo Paraguayo  | Rodolfo Vicente Capocasa | 17 de março | 16:00    |

1. ↑  Partida suspensa por conta do mau tempo. Foi disputada em 11 de fevereiro de 2020 à parti das 17:00.
2. ↑  Partida suspensa por conta do mau tempo. Foi disputada em 19 de fevereiro de 2020 à parti das 17:00.
3. ↑  Partida suspensa aos 2 minutos do primeiro tempo por conta do mau tempo, o placar marcava 0 a 0. Foi recomeçada em 7 de março de 2020 às 17:00.
4. ↑  Partida suspensa oas 17 minutos do segundo tempo por conta do mau tempo, o placar marcava 1 a 0 para o time visitante. Foi recomeçada em 6 de março de 2020 às 17:00.
5. ↑  Partida suspensa aos 20 minutos do segundo tempo por conta do mau tempo, o placar marcava 2 a 1 para o time visitante. Foi recomeçada em 19 de fevereiro de 2020 às 17:00.
6. ↑  Partida suspensa por causa das condições climáticas.
7. ↑  Partida suspensa por causa das condições climáticas. Recomeçou em 16 de março de 2020 às 15:30
8. ↑  Partida suspensa por causa da pandemia de COVID-19.

Fonte: AFA, Soccerway, Goal, Todo Ascenso, Promiedos, Solo Ascenso, Mundo Ascenso

## Classificação Geral
| Pos. | Equipes                  | P  | J  | V  | E  | D  | GP | GC | SG  |
| ---- | ------------------------ | -- | -- | -- | -- | -- | -- | -- | --- |
| 1    | Liniers                  | 42 | 19 | 14 | 1  | 4  | 31 | 17 | 14  |
| 2    | Atlas                    | 36 | 19 | 11 | 3  | 5  | 26 | 14 | 12  |
| 3    | Claypole                 | 31 | 17 | 9  | 4  | 4  | 20 | 11 | 9   |
| 4    | Sportivo Barracas        | 31 | 19 | 8  | 7  | 4  | 24 | 18 | 6   |
| 5    | Defensores de Cambaceres | 29 | 19 | 8  | 5  | 6  | 34 | 26 | 8   |
| 6    | Deportivo Paraguayo      | 28 | 18 | 8  | 4  | 6  | 23 | 19 | 4   |
| 7    | Lugano                   | 25 | 19 | 5  | 10 | 4  | 12 | 14 | −2  |
| 8    | Juventud Unida           | 24 | 19 | 7  | 3  | 9  | 21 | 28 | −7  |
| 9    | Yupanqui                 | 22 | 19 | 5  | 7  | 7  | 19 | 19 | 0   |
| 10   | Centro Español           | 21 | 18 | 5  | 6  | 7  | 18 | 22 | −4  |
| 11   | Puerto Nuevo             | 20 | 18 | 5  | 5  | 8  | 14 | 22 | −8  |
| 12   | Central Ballester        | 17 | 19 | 4  | 6  | 9  | 17 | 24 | −7  |
| 13   | Argentino de Rosario     | 14 | 19 | 3  | 5  | 11 | 11 | 23 | −12 |
| 14   | Muñiz                    | 13 | 18 | 3  | 4  | 11 | 12 | 25 | −13 |

1. ↑  Perdeu um ponto por causa dos incidentes no jogo contra o Central Ballester pela 2ª rodada.
2. ↑  Perdeu um ponto por causa dos incidentes no jogo contra o Liniers pela 2ª rodada.

Fonte: AFA (em castelhano) e Soccerway (em português)

## Estatísticas

### Artilharia
| Pos. | Jogador                   | Time              | Gols |
| ---- | ------------------------- | ----------------- | ---- |
| 1    | Julio Martínez            | Sportivo Barracas | 7    |
| 1    | Alexander Daniel Pastrana | Yupanqui          | 7    |
| 3    | Leandro Fleita            | Centro Español    | 6    |

Fonte: AFA, Mundo Ascenso